# Héron pourpré
Ardea purpurea
Espèce
Statut de conservation UICN

 LC  : Préoccupation mineure
Le Héron pourpré (Ardea purpurea) est une espèce d'oiseaux de la famille des Ardeidae. C'est un oiseau migrateur paléarctique, présent et nicheur en Europe et Afrique du Nord, hivernant occasionnellement en Europe de l'Ouest et du Sud, protégé.

## Description morphologique
Fin et longiligne, au long bec pointu jaune, il mesure de 78 à 90 cm de long avec une envergure de 120 à 150 cm[réf. nécessaire]. Mâles et femelles se ressemblent (les juvéniles sont plus bruns). 
Sa poitrine est brun-roux et l'abdomen noir avec flancs et scapulaires roux-pourpre.
Les yeux sont jaune clair et sa tête est ornée d'une calotte noire, l'arrière du cou étant brun roussâtre et blanc sur le devant avec des stries noires en approchant du haut de la poitrine qui s'orne de plumes plus longues à la saison des amours. Les pattes jaunes tirant vers l'orange lui permettent de marcher dans l'eau et la vase. Des doigts inhabituellement longs pour un héron lui permettent de marcher sur les vases molles, les feuilles flottantes et de se poser sur les buissons.

## Comportement
Semblable à celui du héron cendré dont il partage le régime alimentaire (poissons, mollusques, crustacés, insectes aquatiques, larves, reptiles, amphibiens, petits rongeurs voire oisillons), mais il niche volontiers dans les roselières plutôt que les grands arbres. Ainsi que les butors étoilés, jeunes et vieux hérons pourprés prennent une attitude très particulière quand ils sont effrayés : il se dressent comme des piquets, comme des roseaux, pointent le bec vers le ciel et restent absolument immobiles.

## Reproduction

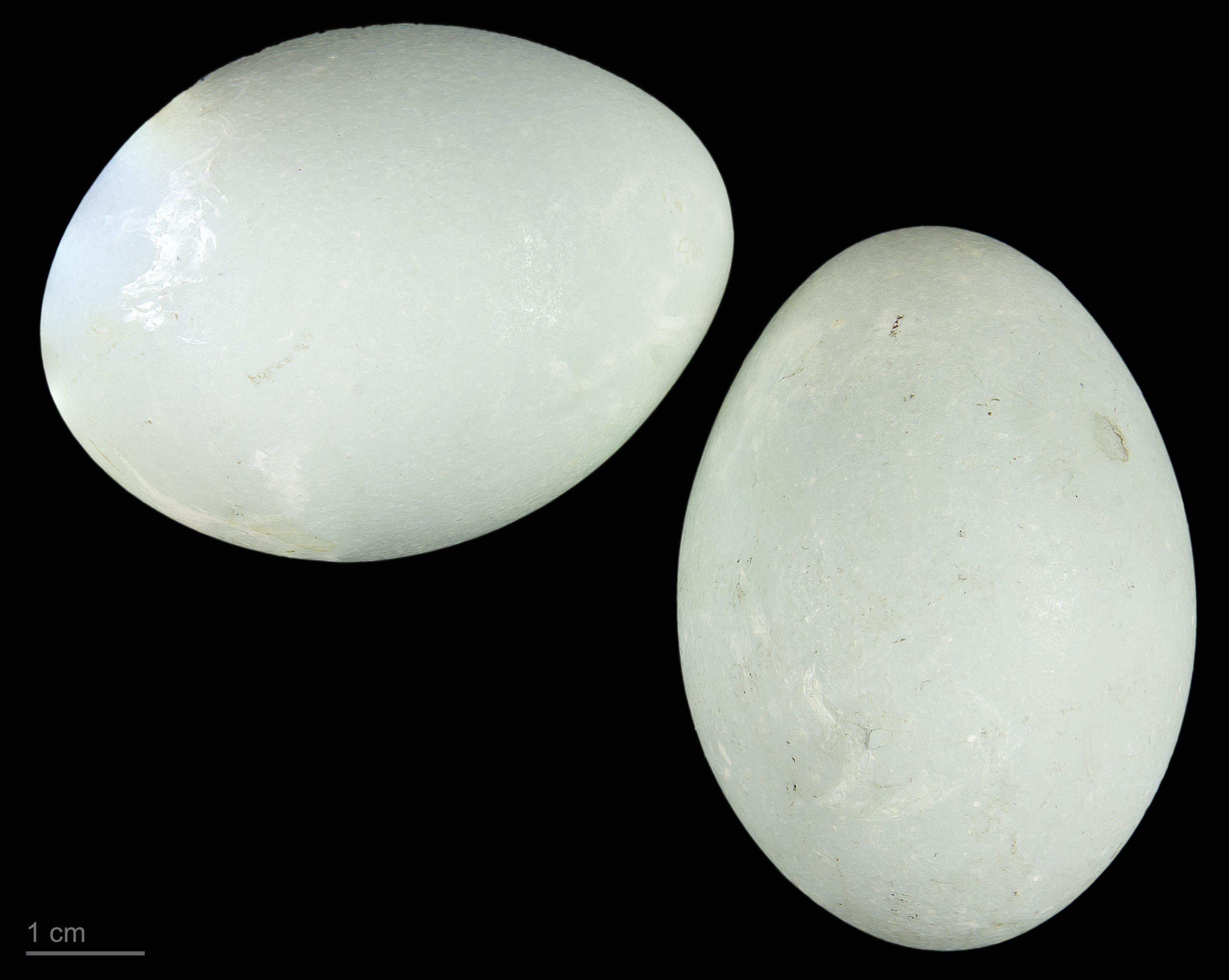
Ardea purpurea - MHNT

La femelle pond 2 à 5 œufs (de couleur bleu-vert clair) qui éclosent après 25 à 30 jours d'incubation assurée à tour de rôle par les deux parents qui vont ensuite nourrir (régurgitation dans leurs becs ou dans le nid) et défendre les poussins. Il est fréquent que le ou les plus faibles des poussins meurent les premières semaines. Les jeunes sortent du nid dès 10 jours environ pour se cacher dans les roseaux, revenant au nid pour quémander de la nourriture. Ils voleront vers trois mois, et pourront se reproduire après un an.

## Rôle écologique
Il joue un rôle majeur de prédateur des zones humides, contribuant à la régulation naturelle des populations de poissons, amphibiens et rongeurs.

## Répartition et habitat

zone de nidification
résident permanent
non nicheur

Il niche des tropiques jusqu'aux zones semi-tempérées, dont en Europe, dans le sud de l'Asie et en Afrique. Les oiseaux européens hivernent presque tous en Afrique tropicale, avec parfois quelques oiseaux hivernant en Europe. En Europe, la Russie, l'Ukraine, l'Espagne, la France et l'Italie hébergent 80% de la population nicheuse européenne.
Il préfère les eaux peu profondes, généralement douces, avec une couverture végétale sur les bords, en particulier des roseaux (Phragmites). Pour nicher, il utilise des roselières, mais parfois également des arbres.

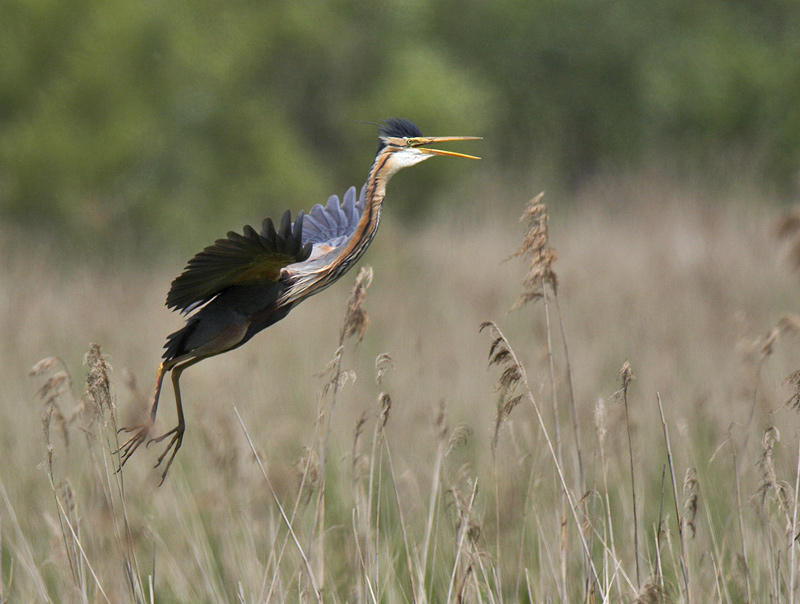
Héron pourpré, photographié dans une réserve naturelle néerlandaise
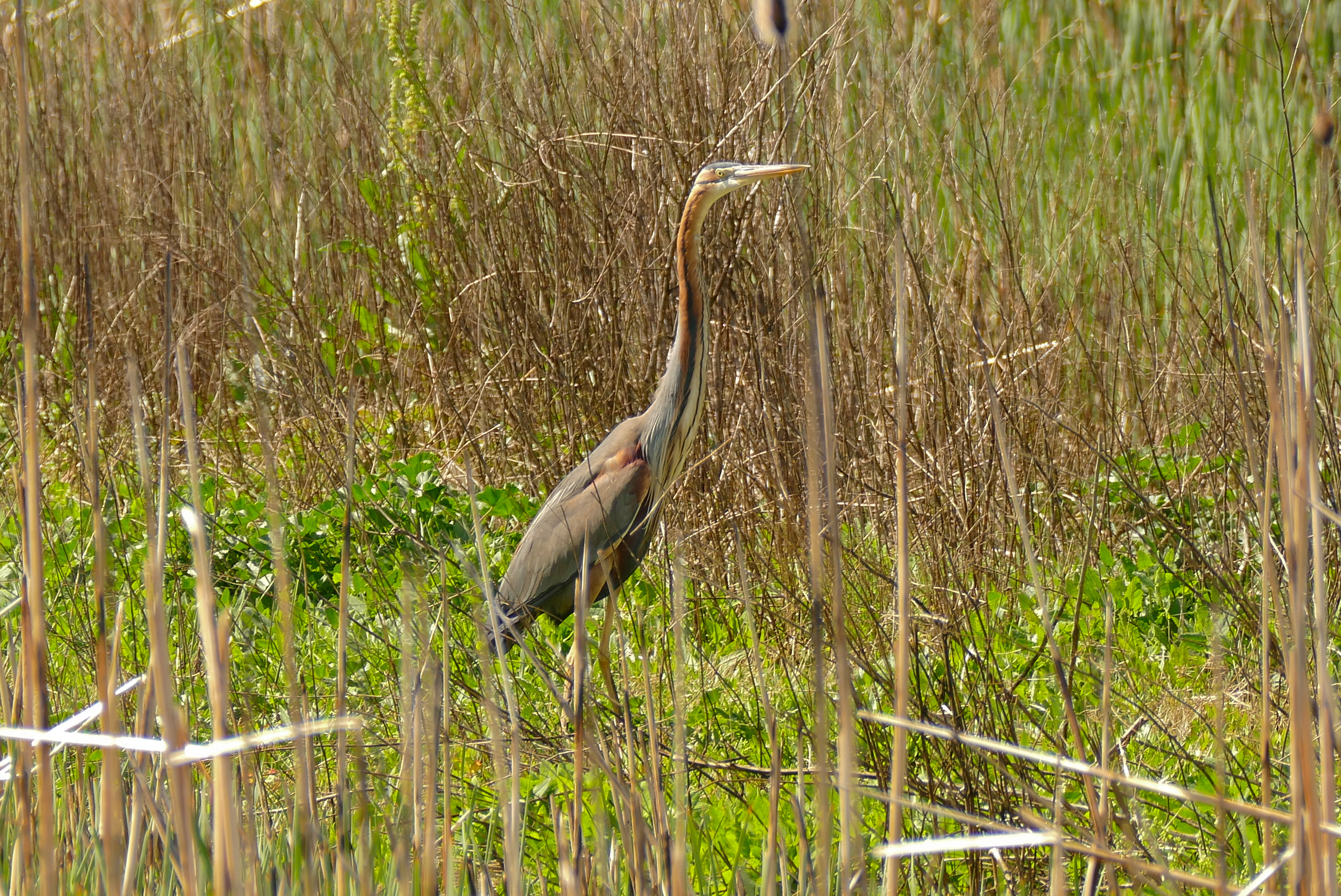
Héron pourpré dans une roselière (Catalogne, Espagne)
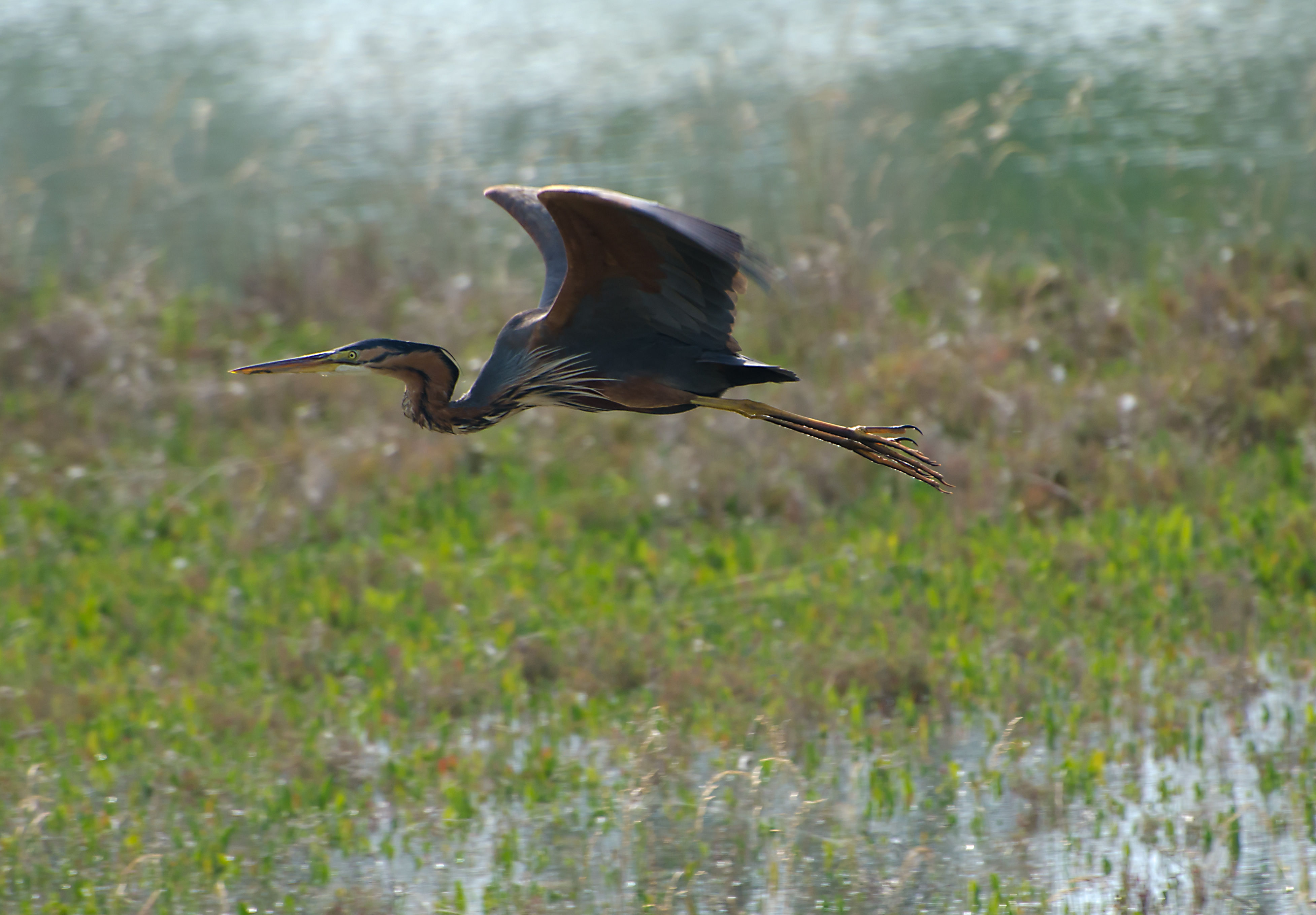
En vol, lagune de Venise, Italie.
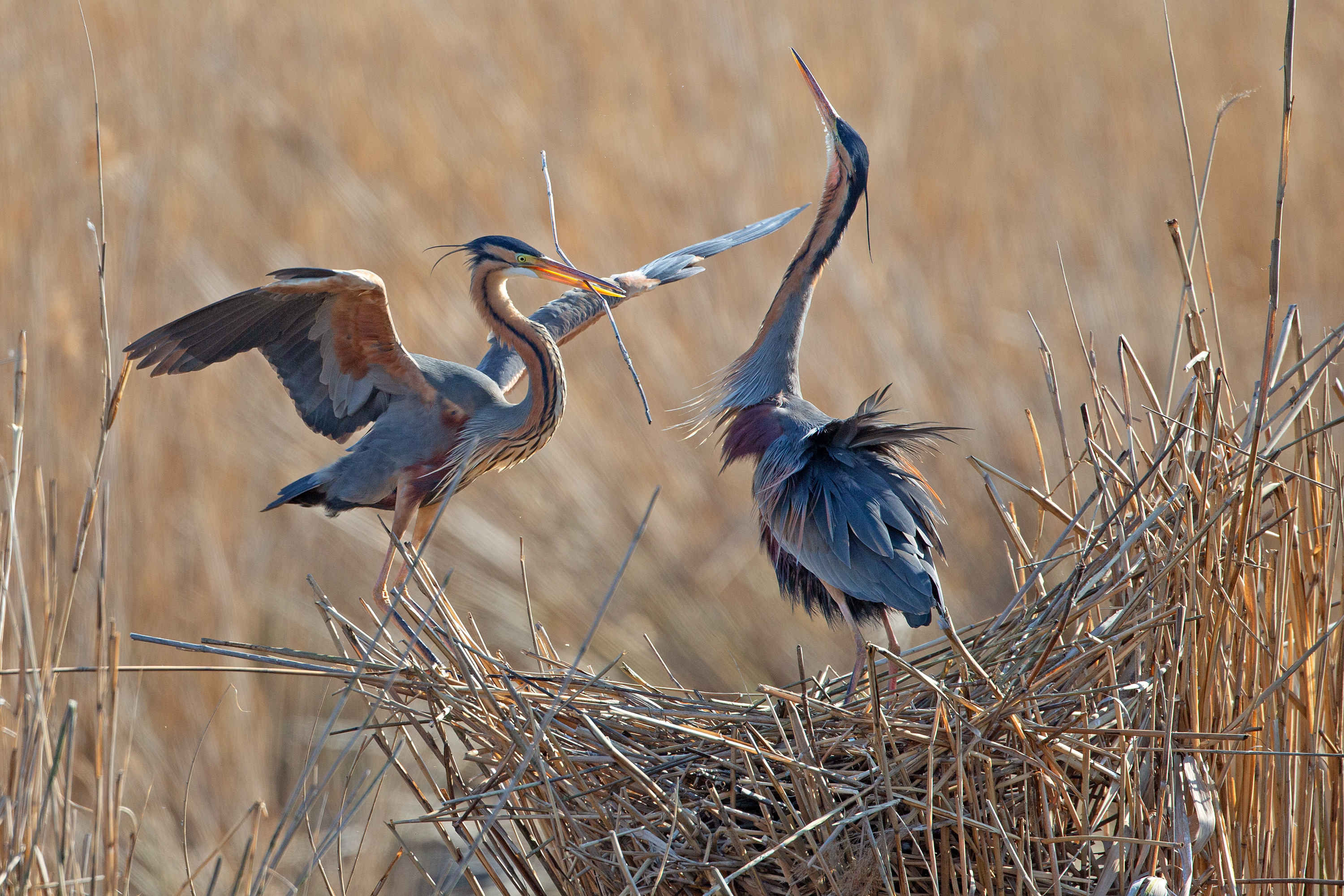
Hérons pourprés construisant un nid dans la réserve naturelle de Wagbachniederung (de), Allemagne. Avril 2019.
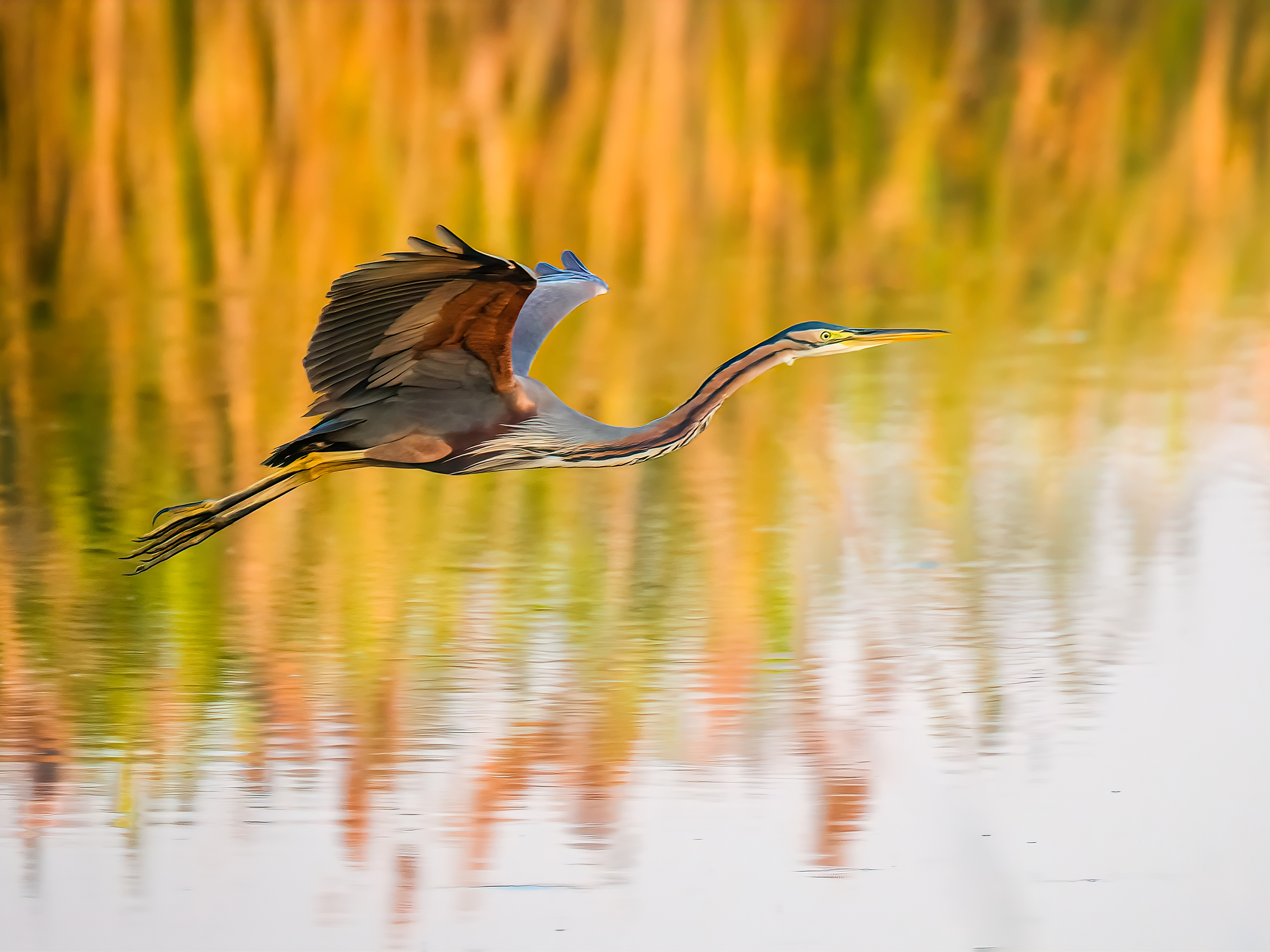
Héron pourpré en vol dans les lagunes de Ria Formosa au Portugal. Mai 2020.

## Statut de protection

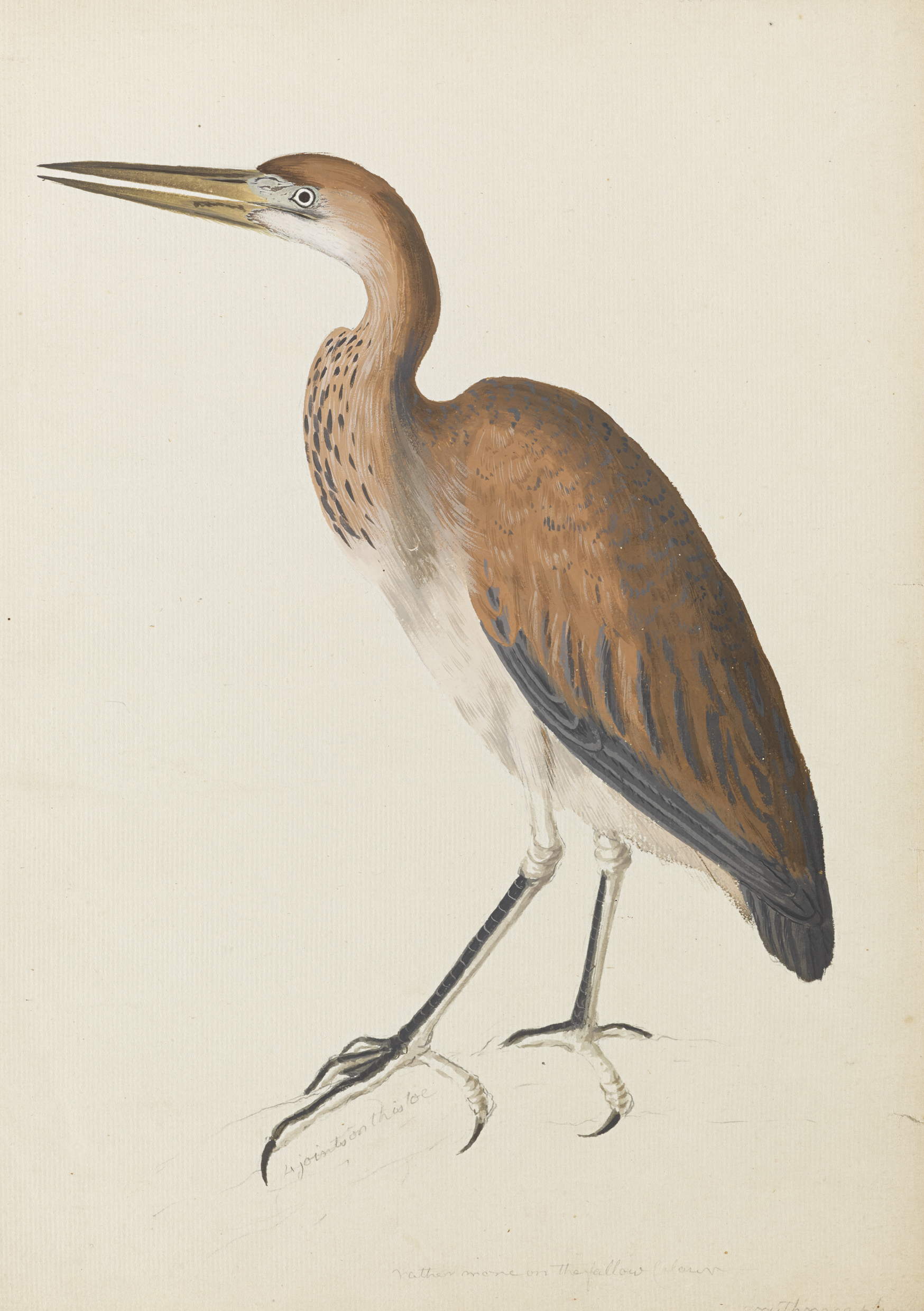
Héron pourpré.

C'est une espèce à faible effectif qui a régressé en Europe, en lien avec la correction des cours d'eau et la régression des roselières. Depuis les années 1960, les sécheresses au Sahel dans ses zones d'hivernage ont également augmenté la mortalité hivernale.
L'espèce est protégée, et jugée dans une situation préoccupante, menacée par le recul et la pollution des zones humides, par les perturbations humaines et la chasse illégale. Il en resterait environ 5000 couples en Europe[réf. nécessaire]. Sa présence en Europe a légèrement augmenté entre 1997 et 2016, en lien avec des pluies plus abondantes au Sahel, selon le recensement du second Atlas des oiseaux nicheurs européens.

## Utilisation
Aucune utilisation de cet oiseau n'est connue.

## Protection

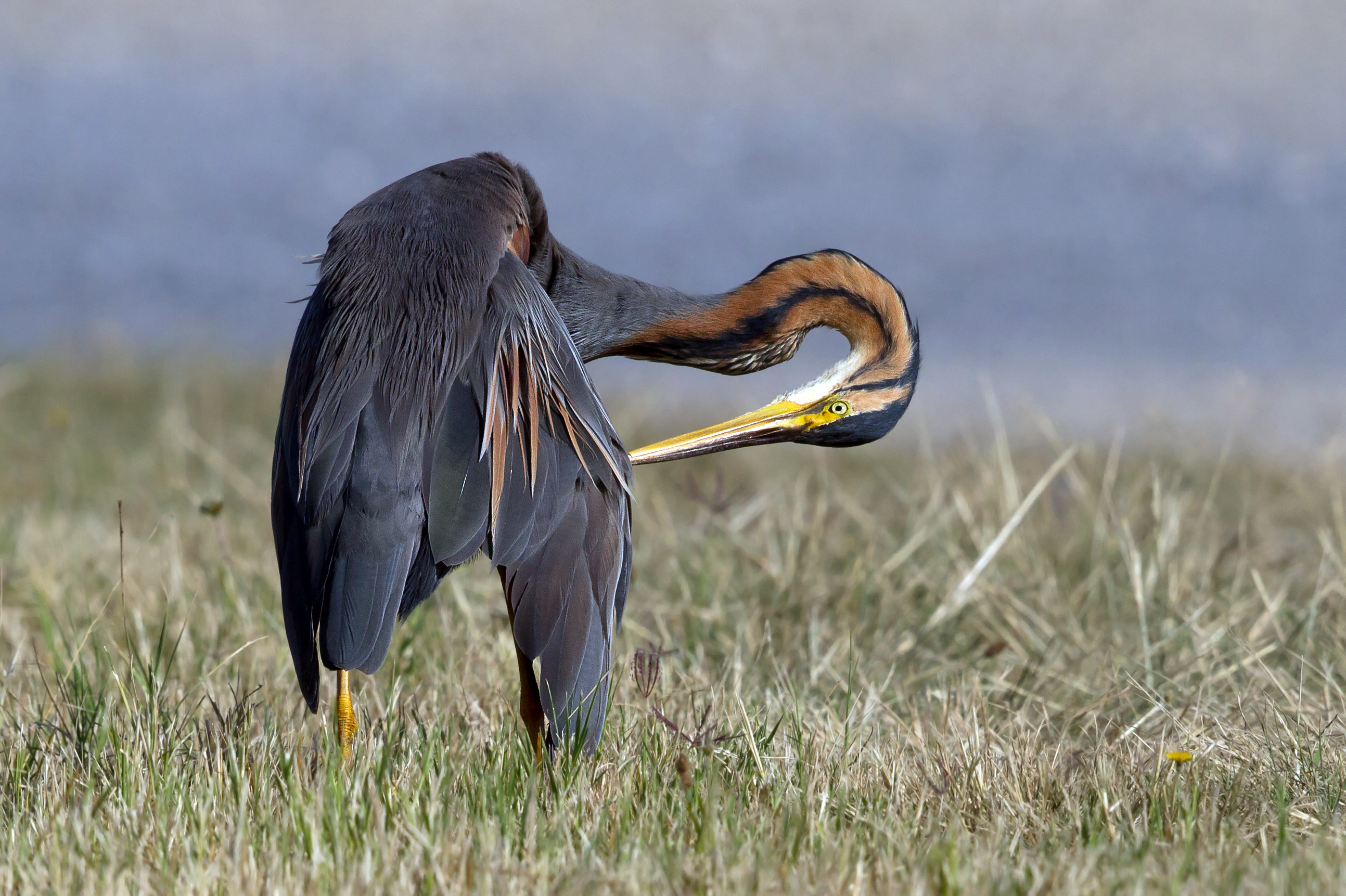
Tarn

Le Héron pourpré bénéficie d'une protection totale sur le territoire français depuis l'arrêté ministériel du 17 avril 1981 relatif aux oiseaux protégés sur l'ensemble du territoire. Il est inscrit à l'annexe I de la directive Oiseaux de l'Union européenne. Il est donc interdit de le détruire, le mutiler, le capturer ou l'enlever, de le perturber intentionnellement ou de le naturaliser, ainsi que de détruire ou enlever les œufs et les nids et de détruire, altérer ou dégrader leur milieu. Qu'il soit vivant ou mort, il est aussi interdit de le transporter, colporter, de l'utiliser, de le détenir, de le vendre ou de l'acheter.

## Taxonomie

### Protonyme
L'espèce a été décrite pour la première fois par Carl von Linné en 1766 sous le protonyme Ardea purpurea, toujours utilisé aujourd'hui.

### Sous-espèces
D'après la classification de référence (version 14.1, 2024) de l'Union internationale des ornithologues, le Héron pourpré possède 4 sous-espèces (ordre philogénique) :
- Ardea purpurea bournei Naurois, 1966 : Cap-Vert ;
- Ardea purpurea purpurea Linnaeus, 1766 : Paléarctique Occidental jusqu'à l'Iran et l'est du Kazakhstan, l'Afrique du Nord et l'Afrique subsaharienne ;
- Ardea purpurea madagascariensis van Oort, 1910 : Madagascar ;
- Ardea purpurea manilensis Meyen, 1834 : dans le sud et le sud-est de l'Asie, le sud et l'est de la Chine jusqu'à l'extrême est de la Russie et aux Moluques, aux Philippines et aux îles de la Sonde.

Ardea purpurea bournei est appelé Héron du Cap-Vert, dont certains ont proposé de faire une espèce à part entière.[réf. nécessaire]

## Philatélie
Ardea (purpurea) bournei figure sur un timbre émis par la République du Cap-Vert en 2003.
Ardea (purpurea) figure sur 4 timbres émis par la Croatie en 2004.